# Successione ricorsiva
Una successione
{\displaystyle (a_{0},a_{1},a_{2},\dots )}
è detta ricorsiva o definita per ricorrenza quando viene definita specificando il valore dei primi m termini {\displaystyle (a_{0},\dots ,a_{m})} (il caso base) ed una funzione {\displaystyle f(a)} tale che {\displaystyle a_{n}=f(a_{n-1})}
Questo significa che a partire dal valore del termine {\displaystyle a_{0}} si può calcolare il termine successivo {\displaystyle a_{1}=f(a_{0})} e da questo si può calcolare {\displaystyle a_{2}=f(a_{1})}, {\displaystyle a_{3}=f(a_{2})} e così via.
Esempi famosi di successioni ricorsive sono la successione di Collatz e quella logistica.
Si possono considerare anche definizioni più generali in cui si ha {\displaystyle a_{n}=f(a_{n-1},a_{n-2})}; il più famoso esempio di successione ricorsiva di quest'ultimo tipo è la successione di Fibonacci.
Un altro esempio può essere il calcolo di un interesse composto discontinuo annuo; alternativamente all'uso del montante, data la coppia {\displaystyle (C,i)}, dove {\displaystyle C} è il capitale iniziale e {\displaystyle i} il tasso d'interesse definiamo la successione:
{\displaystyle M_{0}=C}
{\displaystyle M_{t}=M_{t-1}+M_{t-1}i}
dove {\displaystyle M_{t}} è la somma maturata al tempo t